# Zacateza pedicellata
Zacateza pedicellata är en oleanderväxtart som först beskrevs av Karl Moritz Schumann, och fick sitt nu gällande namn av Arthur Allman Bullock. Zacateza pedicellata ingår i släktet Zacateza och familjen oleanderväxter. Inga underarter finns listade i Catalogue of Life.